# Vincent Moukagni-Boukinda
Vincent Moukagni-Boukinda, conocido por Vincent Skeety , nacido en 1958, es un escultor en piedra de Gabón, residente en la región de Mbigou·.

## Datos biográficos
Escultor autodidacta.
Realizó exposiciones en Libreville (1984) y Port Gentil (1988), entre otras poblaciones, también en Costa de Marfil, antes de alcanzar notoriedad internacional con muestras en Saint-Tropez (Francia), Suiza, en la Galería Nacional de Arte de Senegal en Dakar (2001) y en París (2005).

## Obras
El rostro de la mujer negra es su tema escultórico favorito
Su obra puede ser estudiada a partir de los fondos de las Bibliotecas del Instituto Smithsoniano en Washington.